# Epamera banco
Epamera banco är en fjärilsart som beskrevs av Henry Stempffer 1966. Epamera banco ingår i släktet Epamera och familjen juvelvingar. Inga underarter finns listade i Catalogue of Life.